# Wera Issaakowna Gromowa
Wera Issaakowna Gromowa, geboren Brodskaja, (russisch Вера Исааковна Громова, урождённая Бродская; * 8. Märzjul. / 20. März 1891greg. in Orenburg; † 21. Januar 1973 in Moskau) war eine russische bzw. sowjetische Paläontologin.

## Leben
Nach dem Gymnasiumsabschluss 1908 in Orenburg begann Gromowa, Tochter eines Juristen, das Studium in St. Petersburg an den Höheren Bestuschewski-Kursen für Frauen in der Naturwissenschaftlichen Abteilung, das sie 1912 an den Moskauer Höheren Kursen für Frauen bis 1918 nach der Oktoberrevolution fortsetzte.
Gromowa arbeitete ab 1919 im Petrograder Zoologischen Museum, das das Institut für Zoologie der Akademie der Wissenschaften der UdSSR (AN-SSSR, ab 1991 Russische Akademie der Wissenschaften (RAN)) wurde. In der Osteologie-Abteilung studierte sie Fossilien und moderne Säugetiere, hauptsächlich Huftiere. Sie untersuchte Probleme der evolutionären Paläontologie. Von 1921 bis 1929 arbeitete sie in der Petrograder/Leningrader Staatlichen Akademie für Geschichte der Materiellen Kultur der AN-SSSR mit. Einer ihrer Forschungsschwerpunkte war die Fauna der Tripolje-Kultur.
Ab 1943 arbeitete Gromowa im Moskauer Institut für Paläontologie der AN-SSSR. Sie wurde 1946 mit der Dissertation über die Geschichte der Pferde (Gattung Equus) der Alten Welt zur Doktorin der biologischen Wissenschaften promoviert. Darauf wurde sie Leiterin des Laboratoriums für Säugetiere. Sie dokumentierte die neue fossile Pferde-Art Equus chosaricus Gromova, 1949. Sie ging 1960 in Pension.
Der Paläontologe Igor Gromow (1913–2003) und der Ökonom und Linguist Lew Michailowitsch Gromow (1918–2001) waren die Söhne Gromowas.

## Ehrungen, Preise
- Leninorden (1953)[4]